# Wulfila inornatus
Wulfila inornatus är en spindelart som först beskrevs av O. Pickard-Cambridge 1898.  Wulfila inornatus ingår i släktet Wulfila och familjen spökspindlar. Inga underarter finns listade i Catalogue of Life.